# Knätte naturreservat

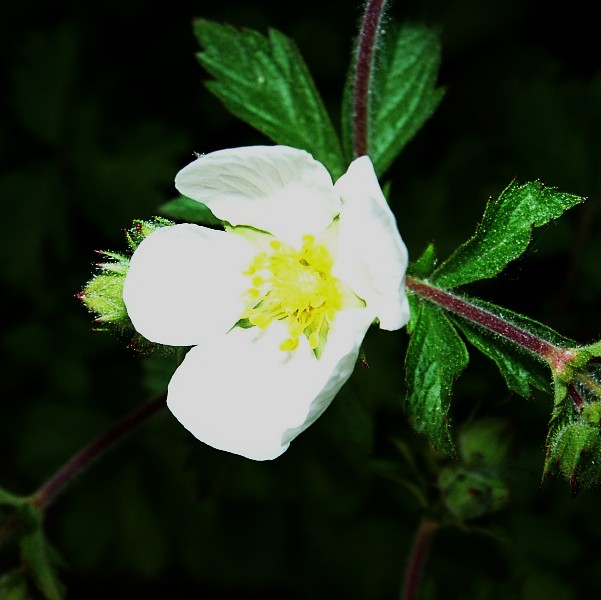
Trollsmultron

Knätte är ett naturreservat i Ulricehamns kommun i Västra Götalands län.
Reservatet ligger nordväst om Ulricehamn, omedelbart söder om Knätte kyrka. Det är skyddat sedan 1979 och omfattar 4 hektar. Det består av två åskullar som utgör delar av Hössnaåsen. 
Det är isälvsavlagringar med material från kalkbergarter. Den kalkhaltiga marken sätter sin prägel på floran och naturtypen kallas stäppartad torräng. Där växer trollsmultron, krissla, flentimotej och ängshavre. Mer ovanliga arter som smalbladig lungört, drakblomma och vingvial kan nämnas. 
Området ingår i EU:s ekologiska nätverk av skyddade områden, Natura 2000 och förvaltas av Västkuststiftelsen.